# 三遊亭楽之介
三遊亭 楽之介（さんゆうてい らくのすけ、表記揺れあり）は、落語家の名跡。
- 柳亭楽之助 - 後∶入船扇蔵
- 三遊亭楽之助 - 後∶三代目三遊亭新朝
- 桂楽之助 - 現∶橘家二三蔵
- 三遊亭楽之介 - 本項にて記述

三遊亭 楽之介（さんゆうてい らくのすけ、1955年2月24日 - ）は、落語家。五代目円楽一門会の副会長。静岡県駿東郡小山町出身。本名は渡辺 英機。出囃子は『将門』。紋は『三ツ組橘』。

## 来歴
小山町立小山中学校、静岡県立御殿場南高等学校を経て、1977年（昭和52年）に神奈川大学法学部法律学科を卒業した。
1978年（昭和53年）1月、五代目三遊亭圓楽に入門し、三遊亭賀楽太と名乗る。1978年（昭和53年）4月、林家こぶ平と共に前座となる。同年5月、師・圓楽に従い落語協会を脱会（落語協会分裂騒動）。
1981年（昭和56年）3月 、二つ目に昇進。
1986年（昭和61年）3月に真打に昇進し、金也に改名した。1997年（平成9年）1月、楽之介に改名。

## 芸歴
- 1978年
  - 1月 - 五代目三遊亭圓楽に入門し、「賀楽太」を名乗る。
  - 4月 - 前座となる。
  - 5月 - 師・圓楽に従い落語協会を脱会。
- 1981年3月 - 二ツ目昇進。
- 1986年3月 - 真打昇進、「金也」に改名。
- 1997年1月 - 「楽之介」に改名。

## 出演
- 藤村有弘の東海道それゆけ4時間（SBSラジオ）アシスタント
- 日本生命保険「ニッセイ ロングラン」CM - 河原崎長一郎、三遊亭鳳楽、三遊亭貴楽、三遊亭圓橘らと共演（1983年）